# Virtus Pallacanestro Bologna 1978-1979
Questa voce raccoglie le informazioni riguardanti la Virtus Pallacanestro Bologna nelle competizioni ufficiali della stagione 1978-1979.

## Roster
| Sinudyne Bologna 1977-78 | Sinudyne Bologna 1977-78 |
| Giocatori                | Staff tecnico            |
| ------------------------ | ------------------------ |

| N. | Naz.                   | Ruolo | Nome                  | Anno | Alt.   | Peso |  |
| -- | ---------------------- | ----- | --------------------- | ---- | ------ | ---- |  |
| 4  | Italia (bandiera)      | P     | Carlo Caglieris       | 1951 | 178 cm |      |  |
| 5  | Italia (bandiera)      | P     | Piero Valenti         | 1956 | 183 cm |      |  |
| 6  | Italia (bandiera)      | C     | Alessandro Goti       | 1961 |        |      |  |
| 8  | Stati Uniti (bandiera) | A     | Owen Wells            | 1950 | 200 cm |      |  |
| 9  | Italia (bandiera)      | A     | Mario Martini         | 1954 | 200 cm |      |  |
| 10 | Italia (bandiera)      | A     | Renato Villalta       | 1955 | 204 cm |      |  |
| 11 | Jugoslavia (bandiera)  | C     | Krešimir Ćosić        | 1948 | 211 cm |      |  |
| 12 | Italia (bandiera)      | AC    | Pietro Generali       | 1958 | 207 cm |      |  |
| 13 | Italia (bandiera)      | C     | Ugo Govoni            | 1959 | 205 cm |      |  |
| 15 | Italia (bandiera)      | A     | Gianni Bertolotti (c) | 1950 | 199 cm |      |  |
|    | Italia (bandiera)      |       | Massimo Marchetti     | 1961 |        |      |  |

| Allenatore                             |
| Terry Driscoll                         |
| Assistente/i                           |
| Ettore Zuccheri Legenda - (C) Capitano |